# VII округ Парижа
VII округ Парижа (фр. Arrondissement du Palais Bourbon) — один з 20-ти адміністративних округів столиці Франції Парижа, виник під час розширення кордонів Парижа в XIX столітті. Площа округу становить 408,8 га.
У ньому розташований символ Парижа — Ейфелева вежа, завдяки якій тут завжди багато туристів. Крім того 7-й округ разом з 8-м округом є політичним центром міста — тут знаходиться чимало міністерств, а також Національні збори Франції.

## Географічне положення

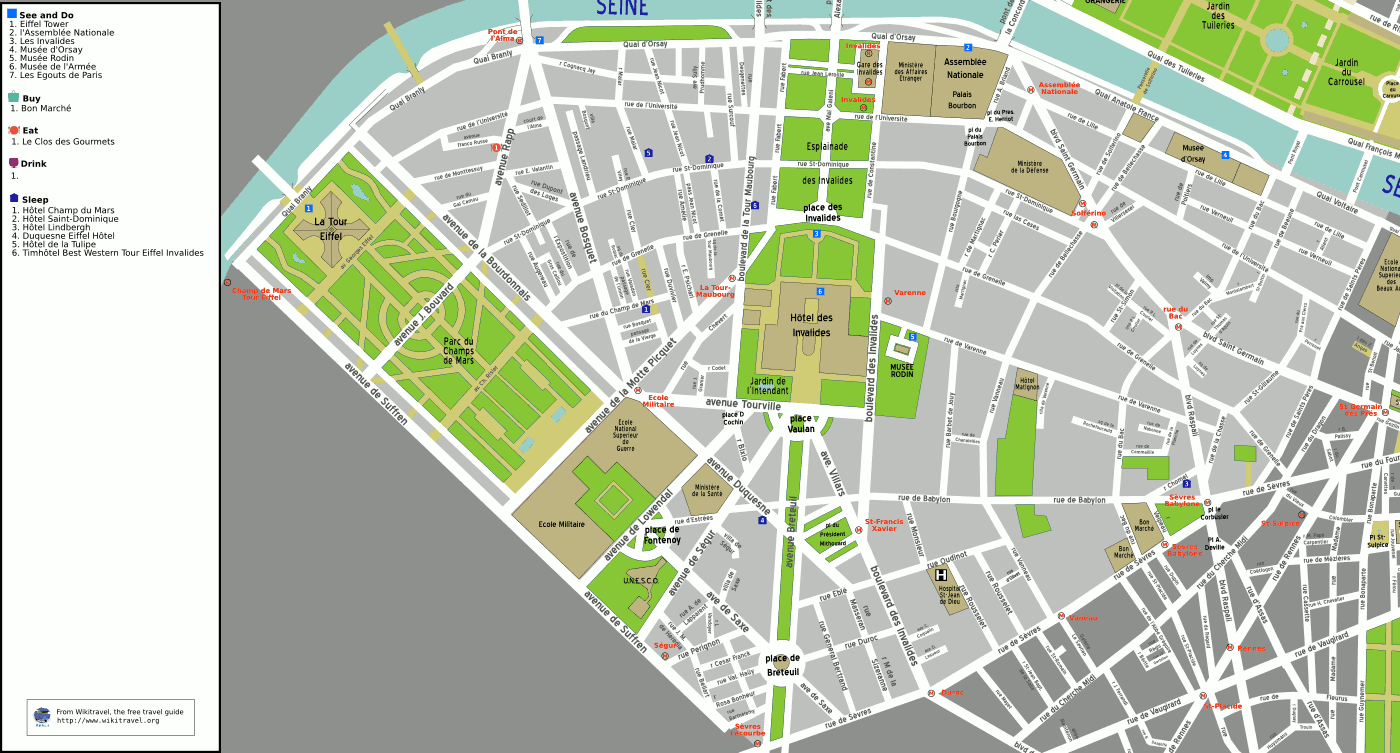
Карта 7-го округу

7-й округ розташований на лівому березі Сени. На сході він межує з 6-м, на півдні з 15-м, на протилежному березі його сусідами є 16-й, 8-й і 1-й округ.

## Квартали
7-ий округ розділений на 4 квартали (25-28) :
- Сен-Тома-д'Акен (Quartier Saint-Thomas-d'Aquin)
- Квартал Інвалідів (Quartier des Invalides)
- Еколь мілітер (Quartier de l'École Militaire)
- Гро-Кайю (Quartier du Gros-Caillou)

## Населення

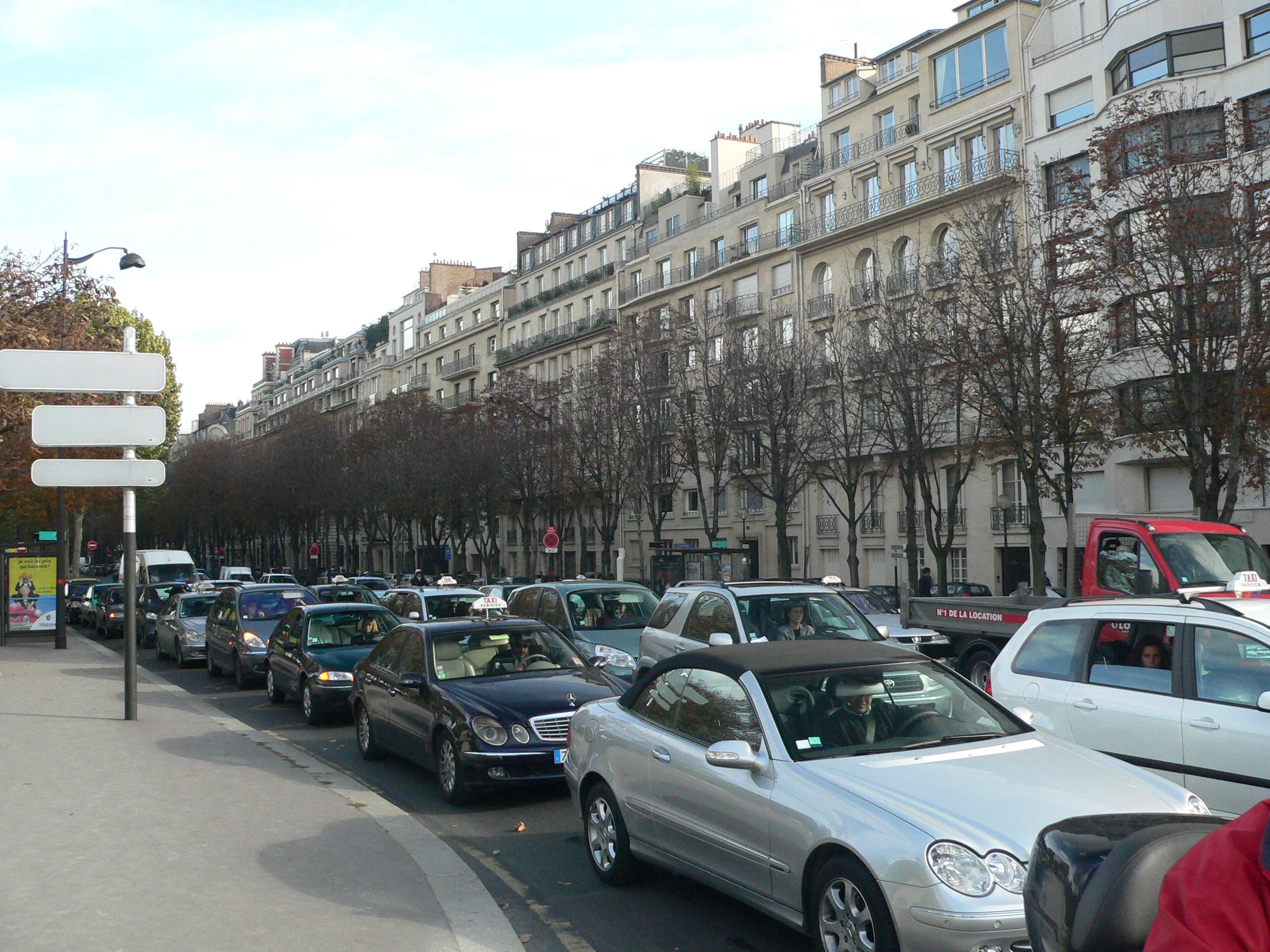
Набережна Орсе

2005 року населення 7-го округу становило 55 700 осіб при щільності населення 13 619 чол/км ². Це становить 2,6 % населення Парижа.
| Рік  | Населення | густота населення (чол/км ²) |
| ---- | --------- | ---------------------------- |
| 1872 | 78 553    | 19 206                       |
| 1926 | 110 684   | 27 075                       |
| 1954 | 104 412   | 25 529                       |
| 1962 | 99 584    | 24 360                       |
| 1968 | 87 811    | 21 480                       |
| 1975 | 74 250    | 18 163                       |
| 1982 | 67 461    | 16 502                       |
| 1990 | 62 939    | 15 396                       |
| 1999 | 56 985    | 13 940                       |

## Органи місцевого врядування
Мером округу з 2001 року був член партії Союз за народний рух Мішель Дюмон. У березні 2008 року жителі VII округу обрали своїм мером тодішнього міністра юстиції Рашиду Даті (Rachida Dati) . 

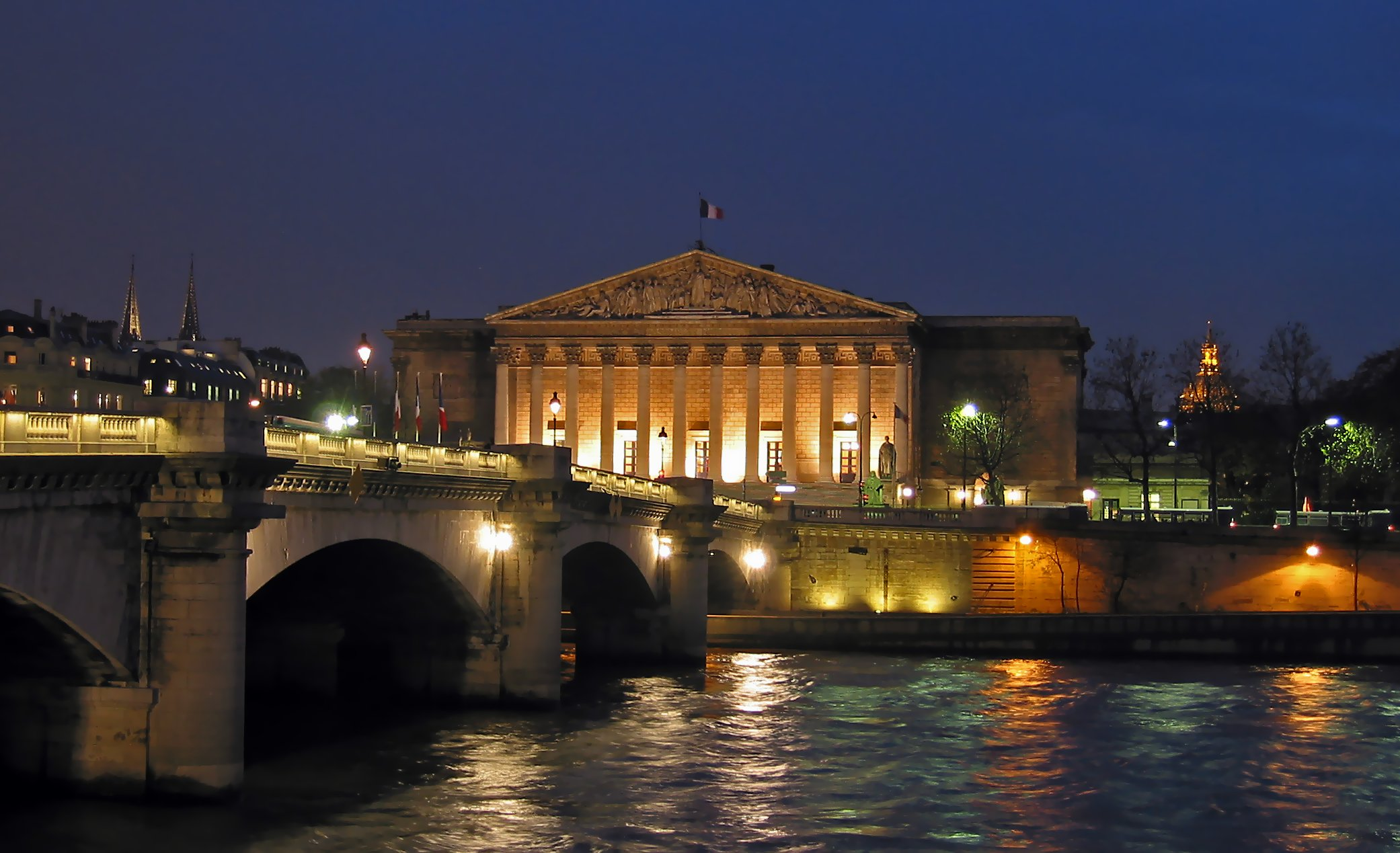
Колишній Бурбонский палац — нині будівля Національних зборів

- Адреса мерії:

116, Rue de Grenelle
75340 Cedex 07

## Міжнародні організації
- Штаб-квартира ЮНЕСКО

Сучасну штаб-квартиру ЮНЕСКО було відкрито 3 листопада 1958 року. Будівля за формою нагадує латинську літеру Y та побудовано на 72 бетонних колонах. Тут розташована бібліотека організації. Комплекс на площі Фонтенуа доповнює будівлю, названу в народі «акордеон», в овальному залі якої проходять пленарні засідання Генеральної конференції, будівля у формі куба і будівля з шістьма зеленими внутрішніми двориками, на які виходять вікна службових кабінетів. Архітекторами будівель стали представники різних країн: Марсель Бреєр (США), П'єр Луїджі Нерві (Італія) та Бернар Зерфюс (Франція).
Усі будівлі відкриті для відвідування, тут виставлено твори, що символізують мир, таких художників, як Пікассо, Базена, Міро, Тапіеса та інших.

## Посольства, консульства та інші представництва іноземних держав

### Посольства
- Австрії: 6, Rue Fabert
- Болгарії: 1, avenue Rapp
- Голландії: 7-9, rue Eblé
- Італії: 51, rue de Varenne
- Катару: 57, Quai d'Orsay
- Люксембургу: 33, av Rapp
- ОАЕ: 2, Bd de la Tour Maubourg
- Польщі: 1, rue Talleyrand

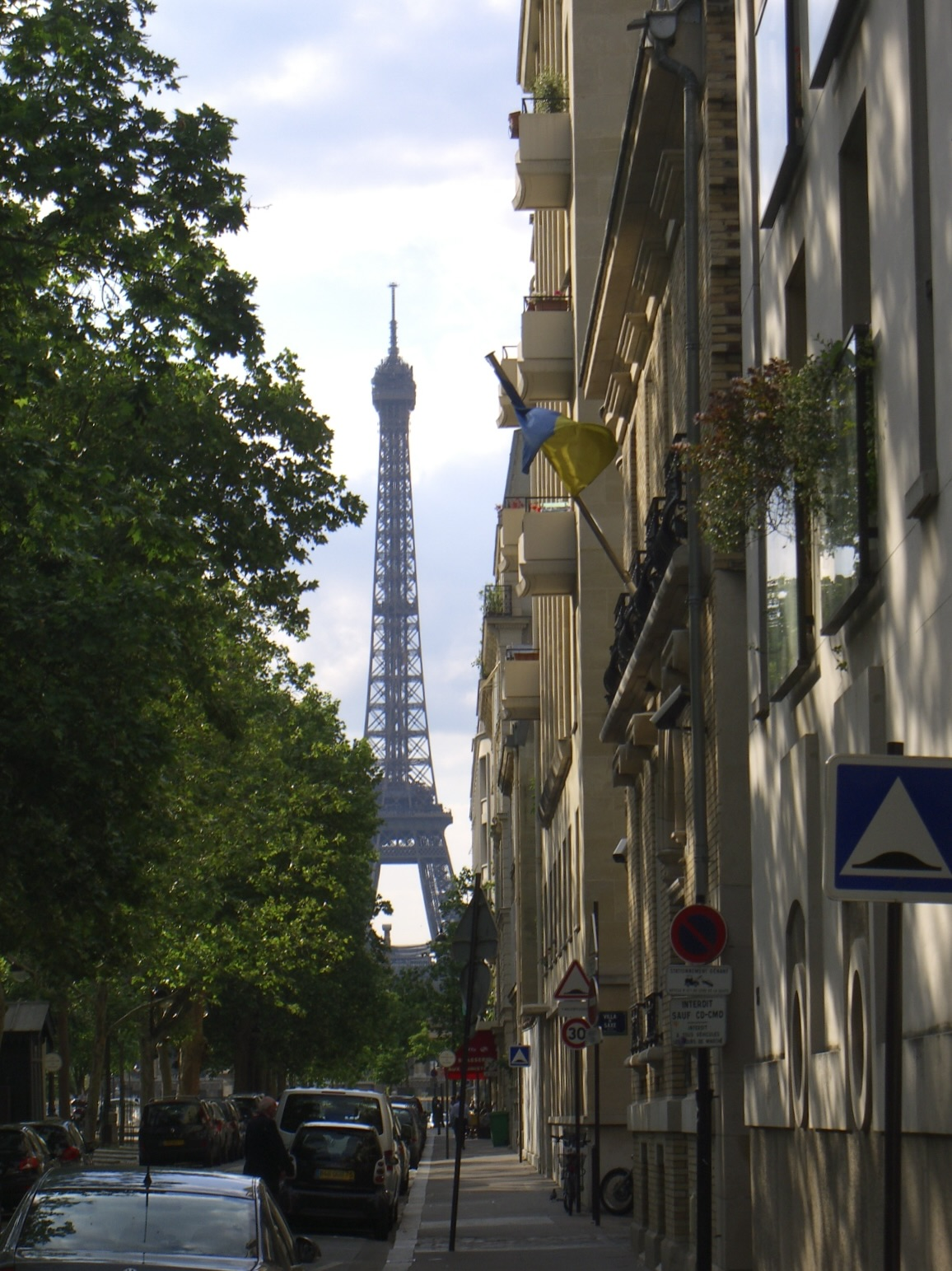
Вид у профіль на фасад будівлі посольства України в Парижі

- Сенегалу: 14, Avenue Robert Schuman
- Сирії: 20, rue Vaneau
- Тунісу: 25, rue Barbet de Jouy
- України: 21, Avenue de Saxe[6]
- Фінляндії: 1, place de Finlande
- Чилі: 64, boulevard de La Tour-Maubourg
- Швейцарії: 142, rue de Grenelle
- Швеції: 17, rue Barbet-de-Jouy
- ПАР: 59, quai d'Orsay

## Урядові та державні установи
- Палац Матіньон — резиденція Прем'єр-міністра Франції[8].
- Національні збори
- Міністерство закордонних справ
- Міністерство оборони
- Міністерство охорони здоров'я
- Міністерство туризму
- Міністерство освіти
- Міністерство транспорту

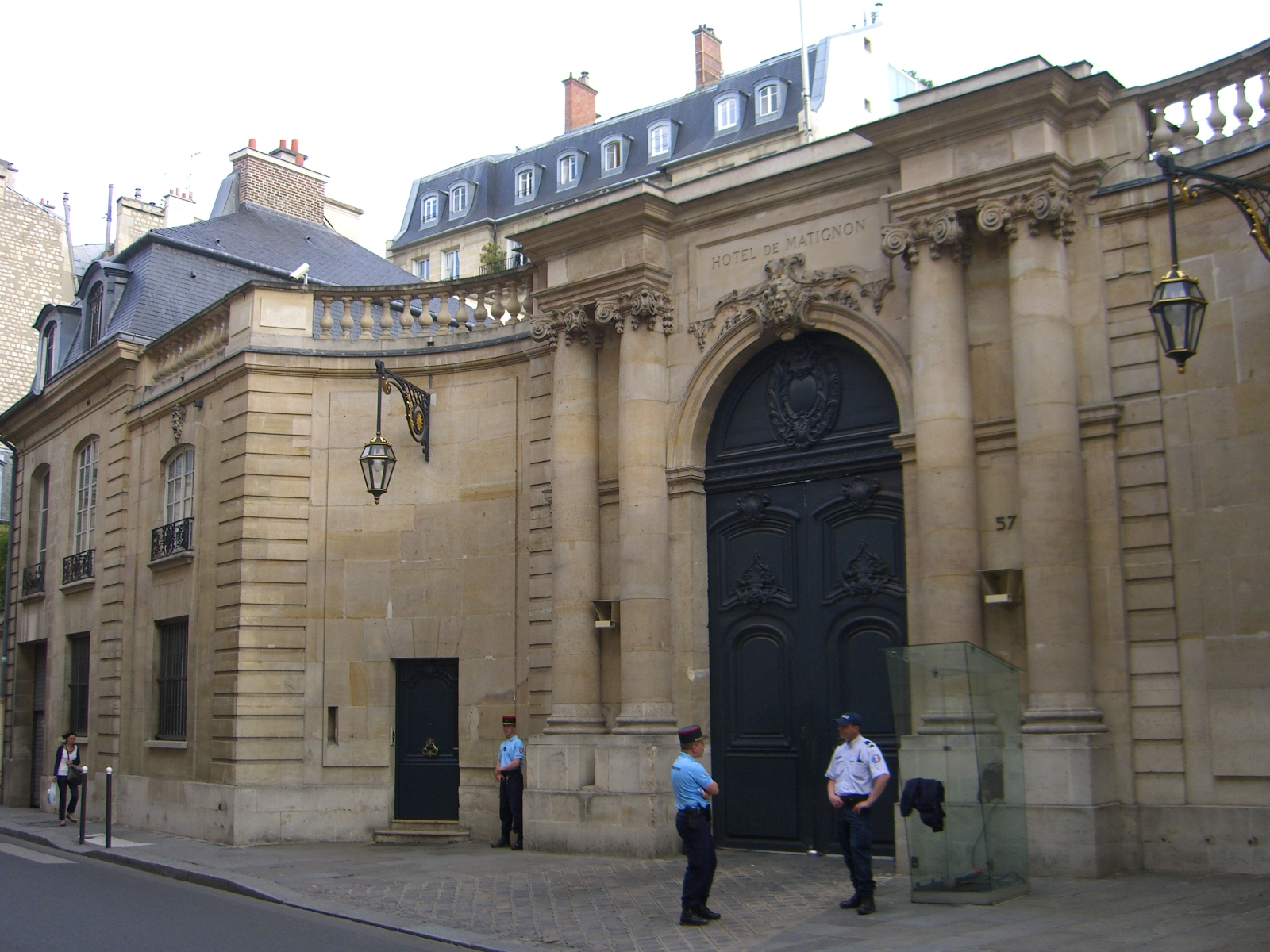
Головний вхід до Матіньонському палац-резиденцію прем'єр-міністра Франції, рю де Варен, Париж

- Міністерство сільського господарства
- Міністерство заморських територій та департаментів
- МетеоФранс (до 2010 року, продане Російській Федерації)

## Визначні місця
- Ейфелева вежа
- Кадетська військова школа
- Будинок Інвалідів
- Музей Орсе
- Музей Родена

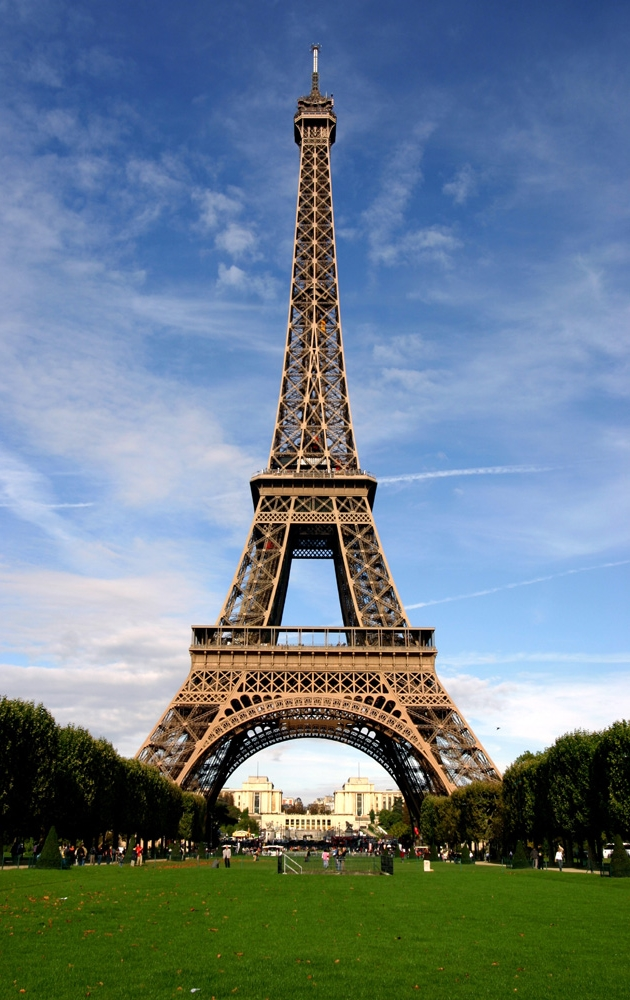
Ейфелева вежа

- Бурбонский палац (нині будівля Національних зборів)
- Марсове поле
- музей на набережній Бранлі
- Штаб-квартира та музей Ордена Почесного легіону[9]
- Базиліка Святої Клотильди

## Транспорт
- Метро: лінії 8, 10, 12 і 13
- RER: лінія З